# Al Baidawi
 (décembre 2017).
Si vous disposez d'ouvrages ou d'articles de référence ou si vous connaissez des sites web de qualité traitant du thème abordé ici, merci de compléter l'article en donnant les références utiles à sa vérifiabilité et en les liant à la section « Notes et références ».
Abdallah ibn Omar al-Baidawi, dit Al Baidawi (en arabe عبدالله بن عمر البيدوي) est un critique et un théologien musulman né à Fars, où son père exerçait une fonction de juge, à l'époque de la domination de Abu Bakr ibn Sa'd (1226-1260). Il devint lui-même juge à Chiraz, en Iran, et mourut à Tabriz vers 1286.
Son œuvre principale fut un commentaire du Coran intitulé Les Lumières de la Révélation et les Secrets de l'Interprétation (Anwar ut-tanzil wa Asrar ut-ta'wil). Ce texte est essentiellement inspiré du grand commentaire al-Kashshaf de Zamakhshari, avec des omissions et des notes supplémentaires. Les musulmans orthodoxes le considèrent comme un commentaire de référence, presque sacré, bien que d'autres estiment que son traitement des questions théologiques ou linguistiques soit incomplet, et parfois imprécis.